# Thalassa-Gipfeltreffen
Das Thalassa Gipfeltreffen (niederl. Thalassa-Top) offizielle Bezeichnung Belgisch-Niederländische Thalassa-Beratung (Belgisch-Nederlands Thalassa-overleg) ist eine unregelmäßige Konsultation zwischen den Niederlanden und Belgien. Die Konsultation ist nach der ersten Konsultation im Jahr 2003 in Rotterdam, welche an Bord des Schiffes Thalassa stattfand, benannt. Nahezu alle Minister sind während des Gipfels anwesend.

## Geschichte
2003 fand die erste Konsultation mit dem Ministerpräsidenten Guy Verhofstadt und Jan Peter Balkenende statt. Während der Konsultationen werden die Politikfelder Verteidigung, Sicherheit, Mobilität und Nachhaltigkeit besprochen.
Während der Thalassa-Konsultationen im Jahr 2015 wurde der Vertrag über den Quick Reaction Alert unterzeichnet. Das bedeutet, dass die Niederlande und Belgien abwechselnd den Luftraum über den Beneluxstaaten überwachen.
2018 wurde ein Vertrag unterzeichnet, der besagt, dass die Beneluxstaaten im Bereich Sicherheit stärker zusammenarbeiten wollen.
Während der Konsultationen führen die Minister zunächst ein Gespräch mit ihren direkten ausländischen Amtskollegen, danach findet am Nachmittag/Abend ein gemeinsames Gespräch der Delegationen statt.

## Tagungsorte
| Name                       | Jahr | Land        | Platz     |
| -------------------------- | ---- | ----------- | --------- |
| Thalassa-Gipfeltreffen I   | 2003 | Niederlande | Rotterdam |
| Thalassa-Gipfeltreffen II  | 2015 | Niederlande | Den Haag  |
| Thalassa-Gipfeltreffen III | 2018 | Niederlande | Den Haag  |
| Thalassa-Gipfeltreffen IV  | 2022 | Belgien     | Gent      |